# Fryderyk Bauman

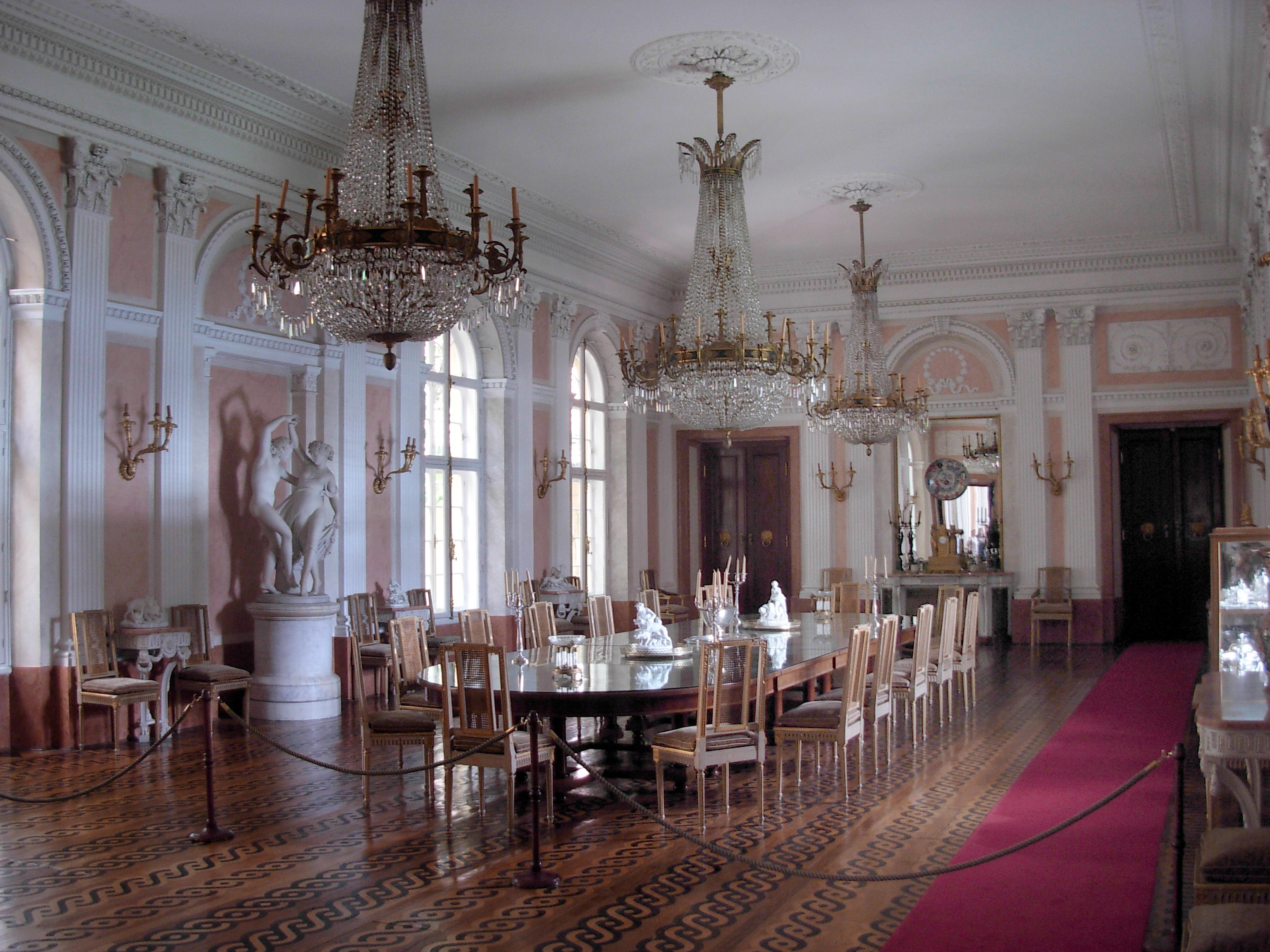
Jadalnia w pałacu w Łańcucie

Fryderyk Baumann, (ur. 1765/1770 w Mitawie, zm. 1845 w Przeworsku) – architekt i rzeźbiarz-dekorator okresów klasycyzmu i romantyzmu. 

## Życiorys
Jego ojcem był Wirgiliusz Baumann, który z Piotrem Aignerem i Marcello Bacciarellim pracował przy dekoracji Zamku Królewskiego w Warszawie i galerii sztuki króla Stanisława Augusta. Fryderyk Baumann uczył się u Piotra Aignera w Warszawie, a następnie w Berlinie. Nauczycielem rzeźby był Johann Graaf. Jako asystent Aignera pracował w Puławach, ozdabiał tam kościół pw. Najświętszej Marii Panny, Świątynię Sybllii i Pałacyk Marynki. Razem z synem Antonim od 1801 pracował w Łańcucie, jego dziełem jest portyk i fasada północna. Pracował też nad zdobieniem wnętrz m.in. sali balowej, kolumnowej i jadalni, kaplicy, jadalni mniejszej i salonu "Boucher". W 1817 przeprowadził się do Lwowa. Przeprowadził tam pełną restaurację Kamienicy Sobieskich (tzw. Pałac Korniakta), Kamienicy Kalinowskiego (tzw. Kamienica Bernatowiczowska), nadzorował budowę Zakładu Narodowego im. Ossolińskich. Przebudował Pałac Chołoniewskich, Pałac Biesiadeckich, Pałac Siemieńskich-Lewickich, pałac Cieleckich i Pałac Mirów.
Pracował dla Brześciańskich, Dzieduszyckich, Mniszchów, Morskich, Ossolińskich, Potockich, Ponińskich i Uruskich. Pracował też w Czerwonogrodzie, Rudnikach, Igołomi, Czyszkach i Juśkowicach. Dekorował fasadę pałacu Uruskich w Biłce Szlacheckiej. 